# Юда
 Тази статия е за духа.  За личното име вижте Юда (име).  
Юда (още юда-самовила) е зло женско митично същество с човешки облик в българския фолклор, сродно на самодивите и вилите. Обитават гори и планини и са характерни за вярванията на южните славяни, особено на българите.
Юдите имат големи вълшебни способности, занимават се с билкарство и отровителство. Понякога се явяват пред млади мъже, омайват ги с красотата си и ги придумват да се оженят за тях. Ако мъж се ожени за юда, тя отвлича душата му в света на мъртвите, Нав, а тялото му залинява и умира. За да се предпазят от юди в някои райони на България мъжете носели пришити към поясите или калпаците си листа от вратика, босилек, бяла комунига или пелин. Вярвало се, че тези растения отблъскват злите духове.